# Saltos ornamentais nos Jogos Olímpicos de Verão de 2024 - Trampolim 3 m individual masculino
A competição do trampolim de 3 m individual masculino dos saltos ornamentais nos Jogos Olímpicos de Verão de 2024 foi realizada entre 6 e 8 de agosto de 2024 no Centro Aquático, em Paris. Um total de 25 saltadores de 15 Comitês Olímpicos Nacionais (CON) participaram do evento.

## Qualificação
Os doze melhores saltadores do Campeonato Mundial de Esportes Aquáticos de 2023 ganharam uma vaga para seu respectivo CON. O primeiro colocado em cada um dos cinco campeonatos continentais também garantiram uma vaga (excluindo aqueles que conquistaram a vaga pelo Campeonato Mundial e saltadores de CONs que já haviam conquistado duas vagas). As vagas restantes foram para os melhores colocados no Campeonato Mundial de Esportes Aquáticos de 2024 (com as mesmas limitações) até que o número máximo de vagas fosse alcançado. Isso inclui cotas ocupadas após realocações de vagas ociosas.

## Formato
A competição foi realizada em três fases:
- Preliminar: Todos os saltadores realizam seis saltos; os 18 melhores avançam a semifinal.
- Semifinal: Os saltadores classificados realizam seis saltos; as pontuações da fase preliminar são desconsideradas e os doze melhores avançam a final.
- Final: Os saltadores classificados realizam seis saltos; as pontuações da semifinal são desconsideradas e os três melhores conquistam as medalhas de ouro, prata e bronze, respectivamente.

Em cada rodada de saltos, pelo menos um deve ser de cada um dos cinco grupos (para frente, de costas, revirado, ponta pé a lua e parafuso). O sexto salto pode ser de qualquer grupo, mas não podendo repetir nenhum dos saltos anteriores já realizados.

## Calendário
Horário local (UTC+2)
| Dia                 | Horário | Fase       |
| ------------------- | ------- | ---------- |
| 6 de agosto de 2024 | 10:00   | Preliminar |
| 7 de agosto de 2024 | 10:00   | Semifinal  |
| 8 de agosto de 2024 | 15:00   | Final      |

## Medalhistas
| Ouro   | CHN Xie Siyi      |
| Prata  | CHN Wang Zongyuan |
| Bronze | MEX Osmar Olvera  |

## Resultados
Um total de 25 saltadores competiram, com os três melhores colocados na final garantindo as medalhas.
| Pos.              | Saltadores         | CON                      | Preliminar | Preliminar | Semifinal   | Semifinal   | Final       | Final       | Final       | Final       | Final       | Final       | Final       |
| Pos.              | Saltadores         | CON                      | Pontos     | Pos.       | Pontos      | Pos.        | Salto 1     | Salto 2     | Salto 3     | Salto 4     | Salto 5     | Salto 6     | Pontos      |
| ----------------- | ------------------ | ------------------------ | ---------- | ---------- | ----------- | ----------- | ----------- | ----------- | ----------- | ----------- | ----------- | ----------- | ----------- |
| Medalha de ouro   | Xie Siyi           | CHN China                | 509.60     | 2          | 505.85      | 2           | 86.70       | 79.20       | 97.20       | 91.00       | 88.80       | 100.70      | 543.60      |
| Medalha de prata  | Wang Zongyuan      | CHN China                | 530.65     | 1          | 537.85      | 1           | 81.60       | 91.00       | 95.55       | 89.25       | 70.20       | 102.60      | 530.20      |
| Medalha de bronze | Osmar Olvera       | MEX México               | 444.15     | 5          | 463.75      | 4           | 79.90       | 89.25       | 63.00       | 75.85       | 98.80       | 93.60       | 500.40      |
| 4                 | Carson Tyler       | USA Estados Unidos       | 389.80     | 10         | 438.00      | 7           | 76.50       | 67.50       | 69.75       | 72.00       | 64.75       | 78.75       | 429.25      |
| 5                 | Jordan Houlden     | GBR Grã-Bretanha         | 448.20     | 4          | 445.55      | 5           | 76.50       | 64.60       | 68.25       | 74.10       | 70.20       | 74.10       | 427.75      |
| 6                 | Luis Uribe         | COL Colômbia             | 375.90     | 17         | 423.80      | 10          | 49.30       | 71.40       | 79.95       | 72.20       | 72.00       | 77.00       | 421.85      |
| 7                 | Jack Laugher       | GBR Grã-Bretanha         | 468.30     | 3          | 467.05      | 3           | 74.80       | 84.00       | 35.70       | 72.15       | 74.10       | 70.20       | 410.95      |
| 8                 | Jules Bouyer       | FRA França               | 407.30     | 6          | 438.30      | 6           | 73.10       | 81.60       | 67.50       | 68.25       | 57.75       | 47.50       | 395.70      |
| 9                 | Jonathan Ruvalcaba | DOM República Dominicana | 363.15     | 18         | 416.20      | 12          | 76.50       | 44.20       | 62.70       | 61.50       | 75.25       | 73.50       | 393.65      |
| 10                | Kurtis Mathews     | AUS Austrália            | 399.20     | 8          | 417.15      | 11          | 65.10       | 76.50       | 52.50       | 64.80       | 56.10       | 68.40       | 383.40      |
| 11                | Woo Ha-ram         | KOR Coreia do Sul        | 389.10     | 12         | 432.00      | 9           | 71.40       | 68.00       | 45.60       | 73.50       | 63.00       | 52.65       | 374.15      |
| 12                | Moritz Wesemann    | GER Alemanha             | 398.70     | 9          | 433.00      | 8           | 74.80       | 78.20       | 40.25       | 43.20       | 57.00       | 70.20       | 363.65      |
| 13                | Yona Knight-Wisdom | JAM Jamaica              | 382.90     | 14         | 412.40      | 13          | Não avançou | Não avançou | Não avançou | Não avançou | Não avançou | Não avançou | Não avançou |
| 14                | Sho Sakai          | JPN Japão                | 389.15     | 11         | 410.15      | 14          | Não avançou | Não avançou | Não avançou | Não avançou | Não avançou | Não avançou | Não avançou |
| 15                | Andrew Capobianco  | USA Estados Unidos       | 382.05     | 15         | 407.65      | 15          | Não avançou | Não avançou | Não avançou | Não avançou | Não avançou | Não avançou | Não avançou |
| 16                | Gwendal Bisch      | FRA França               | 387.00     | 13         | 392.70      | 16          | Não avançou | Não avançou | Não avançou | Não avançou | Não avançou | Não avançou | Não avançou |
| 17                | Yi Jae-gyeong      | KOR Coreia do Sul        | 381.40     | 16         | 366.50      | 17          | Não avançou | Não avançou | Não avançou | Não avançou | Não avançou | Não avançou | Não avançou |
| 18                | Lorenzo Marsaglia  | ITA Itália               | 405.05     | 7          | 354.05      | 18          | Não avançou | Não avançou | Não avançou | Não avançou | Não avançou | Não avançou | Não avançou |
| 19                | Kevin Muñoz        | MEX México               | 362.05     | 19         | Não avançou | Não avançou | Não avançou | Não avançou | Não avançou | Não avançou | Não avançou | Não avançou | Não avançou |
| 20                | Daniel Restrepo    | COL Colômbia             | 361.10     | 20         | Não avançou | Não avançou | Não avançou | Não avançou | Não avançou | Não avançou | Não avançou | Não avançou | Não avançou |
| 21                | Jake Passmore      | IRL Irlanda              | 360.90     | 21         | Não avançou | Não avançou | Não avançou | Não avançou | Não avançou | Não avançou | Não avançou | Não avançou | Não avançou |
| 22                | Giovanni Tocci     | ITA Itália               | 346.85     | 22         | Não avançou | Não avançou | Não avançou | Não avançou | Não avançou | Não avançou | Não avançou | Não avançou | Não avançou |
| 23                | Mohamed Farouk     | EGY Egito                | 317.40     | 23         | Não avançou | Não avançou | Não avançou | Não avançou | Não avançou | Não avançou | Não avançou | Não avançou | Não avançou |
| 23                | Frandiel Gómez     | DOM República Dominicana | 317.40     | 23         | Não avançou | Não avançou | Não avançou | Não avançou | Não avançou | Não avançou | Não avançou | Não avançou | Não avançou |
| 25                | Lars Rüdiger       | GER Alemanha             | 301.15     | 25         | Não avançou | Não avançou | Não avançou | Não avançou | Não avançou | Não avançou | Não avançou | Não avançou | Não avançou |